# سكيب دالي
سكيب دالي هو سياسي أمريكي، ولد في 1959. نشط حزبياً في الحزب الديمقراطي. وقد انتخب عضو المجلس النيابي لولاية نيفادا ‏.

## وصلات خارجية
- الموقع الرسمي